# Боссе, Гуальтьер Антонович
Гуальтье́р Анто́нович Боссе (21 (9) сентября 1877, Рига, Российская империя, ныне Латвия — 18 декабря 1953, Ленинград, СССР, ныне Санкт-Петербург, Россия) — русский и советский оперный певец (бас), солист Мариинского театра. Заслуженный артист Республики (1927).

## Биография
Родился 9 (21) сентября 1877 года. Отец (француз по национальности) был врачом, мать (эстонка) — певицей. Образование получил в Германии, в Высшем техническом училище в Мюнхене.  
В 1897 году переехал в Санкт-Петербург, где служил в Международном коммерческом банке. Одновременно, начал брать уроки пения у Иосифа Ф. Россета. Затем уехал обучаться вокалу в Милан — у Пинторно и Ронкони (итал. Guglielmina Ronconi[уточнить]). 
С 1903 года выступал на оперных сценах Италии (Милан, Генуя, Венеция, Падуя), Голландии (Роттердам, Амстердам, Гаага), затем совершил концертное турне по городам Германии (Берлин, Лейпциг, Ганновер и др.). 
В 1905 году вернулся в Россию и стал солистом Петербургской итальянской оперы. В ноябре 1906 выступил в петербургской «Новой опере» (антр. А. А. Церетели, театр «Аквариум»).
В 1906-1909 годах выступал в Киевском оперном театре; гастролировал на Урале (Екатеринбург, 1907), в Сибири, Крыму, на Кавказе. С 1909 по 1920 годы — солист Мариинского театра. В 1920 году пел в Ленинградском академическом театре комической оперы (Михайловский театр). В 1941 году покинул сцену.
В 1913—1949 годах преподавал в Петроградской (Ленинградской) консерватории. Среди его учеников — В. П. Арканов, А. П Иванов, М. Т. Фитингоф. 
Умер 18 декабря 1953 года. Похоронен на Серафимовском кладбище.

## Творчество
Первый исполнитель партии Ореста в опере «Электра» Р. Штрауса (в России) и Даланда в опере «Летучий голландец» Вагнера (в Мариинском театре).

## Награды
- 1927 — Заслуженный артист Республики
- 1939 — Орден «Знак Почёта»